# Fleurant (Québec)
Fleurant est un hameau compris dans le territoire de la municipalité d'Escuminac en Avignon au Québec, Canada.

## Toponymie
Le nom rappelle un des premiers habitants de l'endroit, d'origine acadienne et s'étant installé dans les environs après la Conquête anglaise. Ironiquement, au xviiie siècle, le hameau est appelé Aglasieogatig (« colonie anglaise ») par les Mi'kmaq.

## Histoire
Un bureau de poste dessert le hameau de 1869 à 1960.

## Géographie
Localisé à l'est d'Escuminac Flats, le hameau est enclavé dans le parc national de Miguasha, sur la rive nord de la baie des Chaleurs.